# بزگان
بزگان یک روستا در ایران است که در شهرستان مهرستان در استان سیستان و بلوچستان واقع شده‌است. بزگان ۴۷ نفر جمعیت دارد.

## جمعیت
این روستا در دهستان زابلی قرار دارد و براساس سرشماری مرکز آمار ایران در سال ۱۳۸۵، جمعیت آن ۴۷ نفر (۹ خانوار) بوده‌است.